# Jiří Hořejš
Jiří Hořejš (* 18. Oktober 1933 in Prag; † 28. September 2001) [jɪr̝iː ɦɔr̝ɛjʃ] war ein tschechischer Informatiker. Er gilt als einer der Begründer der Informatik in der Tschechoslowakei.
1963 wurde er an der Masaryk-Universität in Brünn mit der Schrift Základy teorie klasifikace vycházející z teorie rozkladů v množině (Grundlagen der Klassifikationstheorie auf der Grundlage der Theorie der Mengenzerlegung) promoviert. 1964 wurde er Professor und Leiter des Instituts für Informatik (damals Mathematische Maschinen) an der Masaryk-Universität. In den 1960er Jahren befasste er sich mit formalen Methoden zur Überprüfung der Korrektheit von Programmen. Er entwickelte dazu ein graphisches Verfahren und später semantische Methoden. 1987 wurde er Professor an der Karls-Universität Prag und befasste sich unter anderem mit Neuronalen Netzen und DNA-Computern.
1996 erhielt er den Computer Pioneer Award.